# موريس غودال
موريس غودال (بالإنجليزية: Maurice Goodall)‏ هو قسيس نيوزيلندي، ولد في 31 مارس 1928، وتوفي في 27 أكتوبر 2010.